# Andrés Zólyomy

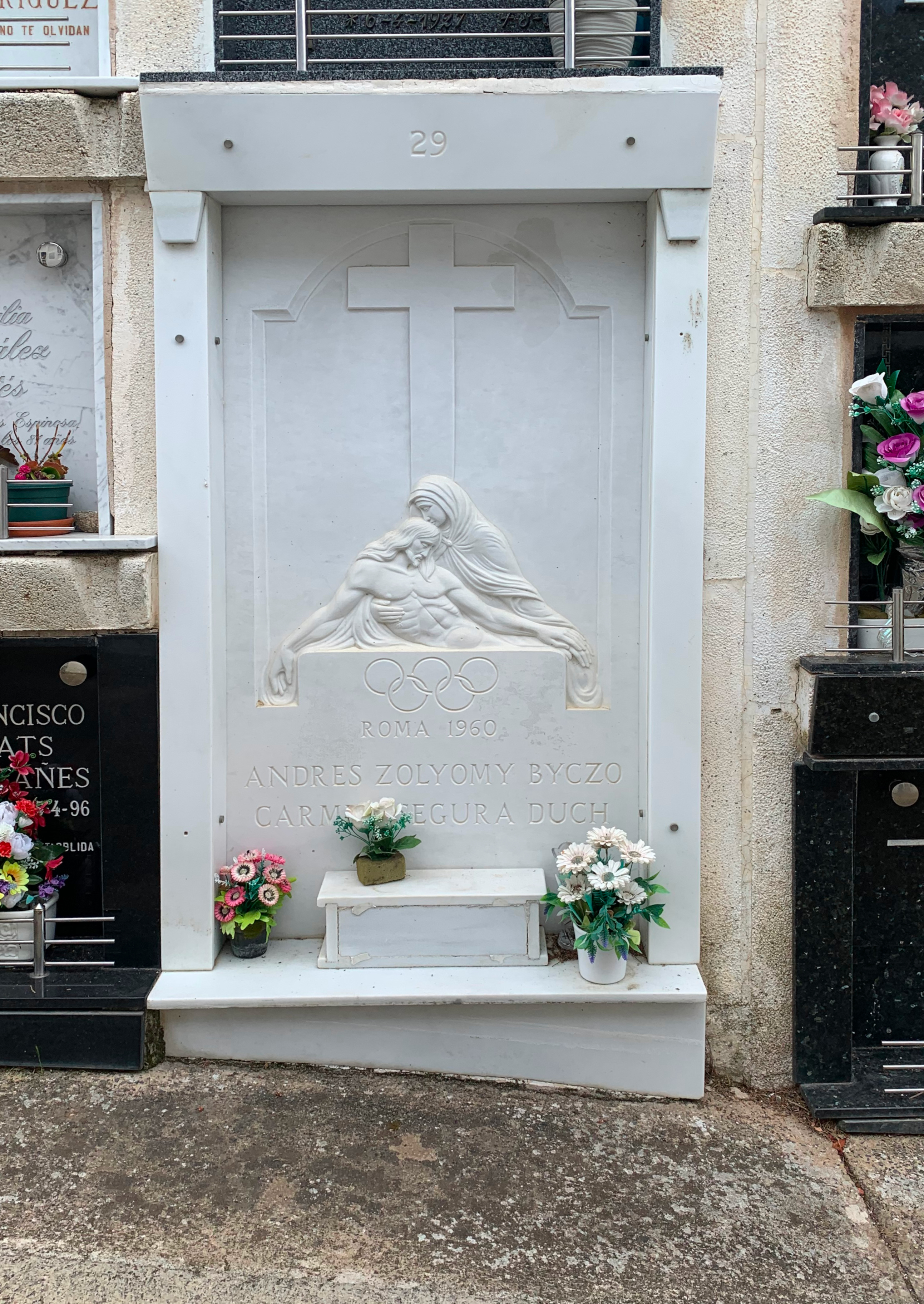
La tomba di Andrés Zólyomy nel cimitero di Tossa de Mar

Andrés Zólyomy, detto Bandy (Budapest, 14 giugno 1913 – Tossa de Mar, 5 luglio 1992), è stato un allenatore di pallanuoto ungherese, vincitore di una medaglia d'oro all'Olimpiade di Roma 1960 con l'Italia. Alla guida del Settebello ha anche conquistato un oro agli europei di Montecarlo 1947 e ai Giochi del Mediterraneo del 1963.

## Palmarès

### Trofei nazionali
- Campionato italiano: 4

Napoli: 1939, 1941, 1942
Canottieri Olona: 1947
- Campionato spagnolo: 7

Barcellona: 1949, 1950, 1951, 1952, 1953, 1967, 1968